# Люи (река)
Люи́ (фр. Luy [lœj]) — река во Франции, в регионе Новая Аквитания. Длина — 70 км (с рекой Люи-де-Франс — 155 км). Площадь водосборного бассейна насчитывает 1150 км².
Река Люи находится на крайнем юго-западе Франции, в департаменте Ланды. Она начинается от слияния рек Люи-де-Франс и Люи-де-Беарн близ Кастель-Сарацин; ниже города Дакс впадает в реку Адур как её левый приток.
Высота истока — 30 м над уровнем моря. Высота устья — 3 м над уровнем моря.

## Населённые пункты
На реке Люи расположены следующие небольшие городки:
- Озур (Ozourt)
- Клермон (Clermont)
- Сор-ан-Шалос (Sort-en-Chalosse)
- Соньяк-э-Камбран (Saugnac-et-Cambran)
- Оэрелюи (Oeyreluy)